# Pelton Fell
Pelton Fell – wieś w Anglii, w hrabstwie Durham. Leży 10 km na północ od miasta Durham i 385 km na północ od Londynu.